# 1915 Quetzálcoatl
Az 1915 Quetzalcoatl (ideiglenes jelöléssel 1953 EA) egy földközeli kisbolygó. Albert George Wilson fedezte fel 1953. március 9-én.